# Danh sách chuyến lưu diễn của Michael Jackson và the Jackson 5

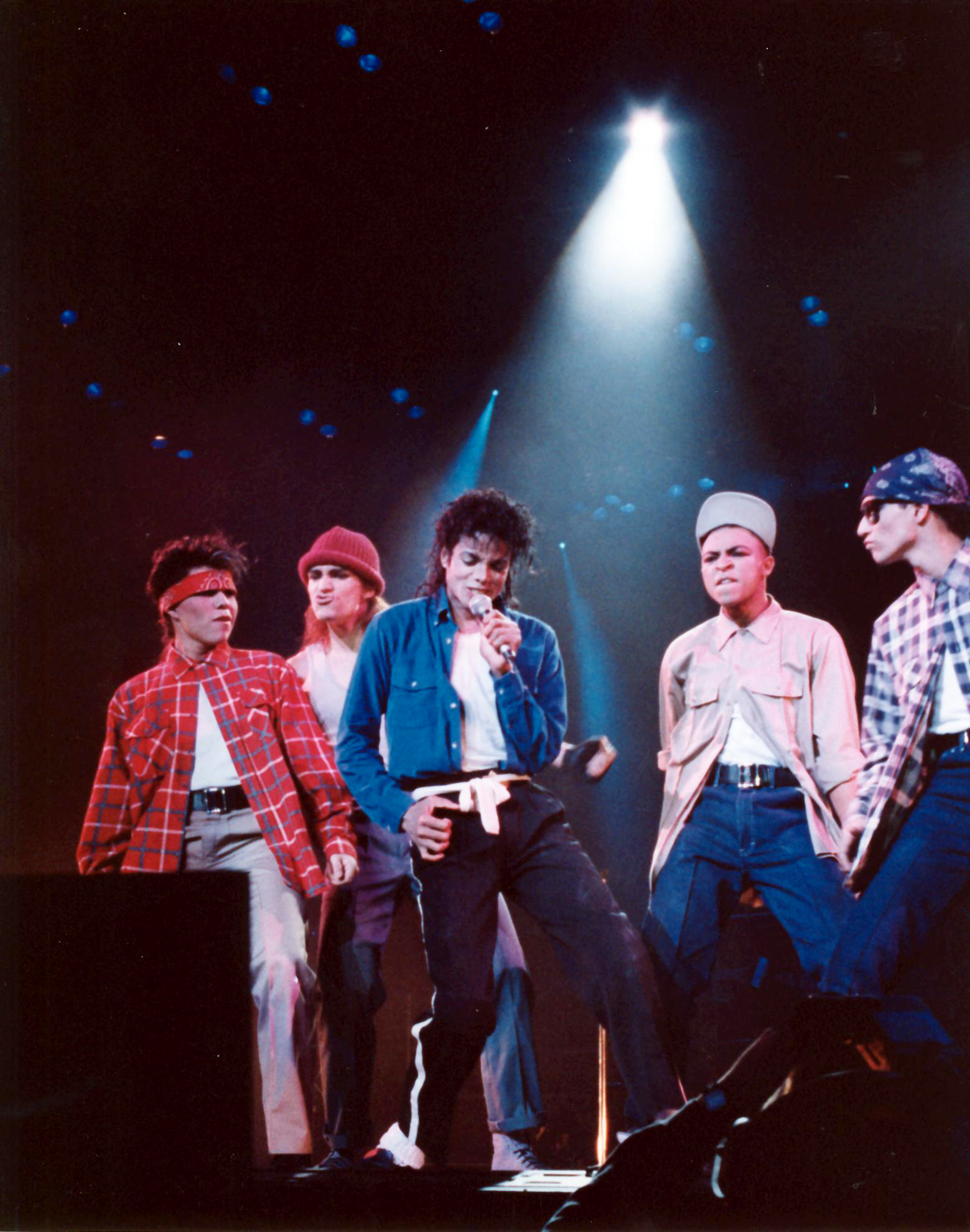
Michael Jackson biểu diễn trong Bad World Tour, một trong những tour diễn thành công nhất mọi thời đại

Dưới đây là danh sách các chuyến lưu diễn của ca sĩ thu âm người Mỹ, Michael Jackson, vừa dưới danh nghĩa là thành viên của nhóm nhạc gia đình The Jackson 5/The Jacksons, vừa dưới danh nghĩa là ca sĩ solo.

## The Jackson 5 (1970 - 1975)

### 1970–1971 - The Jackson 5 First and Second National Tour
Tour diễn đầu tiên trong sự nghiệp nhóm The Jackson 5 và Michael Jackson để quảng bá cho các album: Diana Ross Presents The Jackson 5, ABC và Third Album.

### 1971–1972 - The Jackson 5 US Tour
Tour diễn biểu diễn ở Mỹ để quảng bá album Maybe Tomorrow, Goin' Back to Indiana và Got to Be There, album phòng thu đầu tiên của ông dưới danh nghĩa ca sĩ solo.

## 1972–1973 - The Jackson 5 International Tour
Tour diễn này để quảng bá cho album Greatest Hits and Ben tại Liverpool, Anh, nơi sản sinh nhóm nhạc The Beatles.

### 1973 - The Jackson 5 1973 Tours
Quảng bá album Skywriter và G.I.T.: Get It Together.

### 1974 - The Jackson 5 1974 Tours
Tour diễn quảng bá album G.I.T.: Get It Together và Dancing Machine.

### 1975-1976 - The Jackson 5 1975-1976 Tours
Quảng bá album Moving Violation tại Jamaica, México, Philippines, Vùng caribe.

## The Jacksons (1975 - 1984)

### 1977-1978 - The Jacksons Tour
Quảng bá album The Jacksons và Goin' Places tại Los Angeles.

### 1979-1980 - Destiny Tour
Quảng bá album Destiny tại London.

### 1981 -Triumph Tour
Quảng bá cho album Triumph và Off the Wall của Michael.

### 1984 -Victory Tour
Quảng bá 2 album: Victory và album Thriller.

## Các ca khúc sử dụng trong các tour diễn trên
| Bài hát                                                                          | Destiny | Triumph | Victory | Số lượt diễn |
| -------------------------------------------------------------------------------- | ------- | ------- | ------- | ------------ |
| ABC                                                                              | 6       | 8       |         | 2            |
| All Night Dancing'                                                               | 12*     |         |         | 1            |
| Beat It                                                                          |         |         | 17      | 1            |
| Ben                                                                              | 3       | 4       | 4       | 3            |
| Billie Jean                                                                      |         |         | 18      | 1            |
| Blame It On The Boogie                                                           | 13*     |         |         | 1            |
| Can You Feel It                                                                  |         | 1       |         | 1            |
| Dancing Machine                                                                  | 1       |         |         | 1            |
| Destiny                                                                          | 10*     |         |         | 1            |
| Don't Stop 'Til You Get Enough                                                   | 11*     | 14      |         | 2            |
| Enjoy Yourself                                                                   | 9       |         |         | 1            |
| Human Nature                                                                     |         |         | 5       | 1            |
| I'll Be There                                                                    | 8       | 10      | 13      | 3            |
| I Want You Back                                                                  | 5       | 7       | 11      | 3            |
| Keep On Dancing                                                                  | 4*      |         |         | 1            |
| Let's Get Serious - Jermaine                                                     |         |         | 8       | 1            |
| Lovely One                                                                       |         | 12      | 15      | 2            |
| Off the Wall                                                                     | 3*      | 3       | 3       | 3            |
| Rock With You                                                                    | 9*      | 11      | 14      | 3            |
| Shake Your Body (Down to the Ground)                                             | 12*     | 15      | 19      | 3            |
| She's Out of My Life                                                             |         | 6       | 7       | 2            |
| Show You the Way to Go                                                           | 11*     |         |         | 1            |
| Tell Me I'm Not Dreamin' (Too Good to Be True) - Jermaine/Michael                |         |         | 10      | 1            |
| The Love You Save                                                                | 7       | 9       | 12      | 3            |
| Things I Do For You                                                              | 2       | 2       | 2       | 3            |
| This Place Hotel                                                                 |         | 5       | 6       | 2            |
| Wanna Be Startin' Somethin'                                                      |         |         | 1       | 1            |
| Workin' Day and Night                                                            |         | 13      | 16      | 2            |
| You Like Me, Don't You? - Jermaine                                               |         |         | 9       | 1            |
| Phim ngắn / Rap (bao gồm: I Want You Back/Never Can Say Goodbye/Got to Be There) |         | 6       |         | 1            |

## Tour diễn solo

### 1987-1989 -Bad World Tour
Tour diễn vòng quanh thế giới đầu tiên của ông nhằm quảng bá album Bad, thu về cho ông 125 triệu đô la và được chứng nhận là tour diễn có số lượng khán giả lớn nhất trong một buổi tại London.

### 1992 - 1993 -Dangerous World Tour
Vì muốn giúp những trẻ em nghèo trong quỹ Heal The World Foundation và cũng để quảng bá album Dangerous nên Michael Jackson đã làm tour diễn này, thu về hàng chục triệu USD. Năm 1993, ông quyết định kết thúc tour diễn sau khi ông bị ốm và phải nhập viện.

### 1996 - 1997 -HIStory World Tour
Chuyến lưu diễn cuối của Michael Jackson để quảng bá album HIStory, thu về 238 triệu USD tại 58 nước và 35 thành phố.

### 2009 - 2010 -This Is It
Tour diễn đánh dấu sự trở lại của ông. Tuy nhiên, Michael Jackson qua đời và chuyến lưu diễn bị hoãn lại. Tuy nhiên, những hình ảnh diễn tập của anh cho tour diễn đã được dựng thành phim Michael Jackson's This is It được chiếu tại Mỹ và phát hành DVD vào tháng 10.